# Войнах, Александр Александрович
Алекса́ндр Алекса́ндрович Войнах (род. 4 января 1963, Минск) — советский и белорусский футболист, защитник.
Воспитанник минской СДЮШОР-5. В 1981 году играл в чемпионате БССР за «Буревестник». В 1981—1983 — игрок дубля «Динамо» Минск. В 1984—1991 годах во второй лиге в составе брестского «Динамо» сыграл 228 матча, забил один гол. В 1992—1995 годах в чемпионате Белоруссии за клуб провёл 91 матч, забил два гола. В 1995—1998 годах выступал в низших лигах за ФК «Белоозёрск»/«Белэнергострой».